# Lucien Carré
Pour les articles homonymes, voir Carré (homonymie).
Lucien Cyrus Carré (parfois crédité Carré) est un chef décorateur français né le 19 mars 1904 à Paris 5e (date et lieu de décès inconnus).

## Biographie
Né Lucien Cyrus Guilta, fils d'Ernestine Guiltat, il est ensuite reconnu par son père dont il portera le nom. Lucien Carré travaille sur les décors d'une cinquantaine de films français (parfois en coproduction), depuis Le Collier de la reine de Gaston Ravel et Tony Lekain (1929, avec Marcelle Chantal et Georges Lannes) jusqu'à Un certain monsieur Jo de René Jolivet (1958, avec Michel Simon et Jacques Morel).
Notamment, il collabore avec le réalisateur André Hunebelle sur quatorze films sortis entre 1948 et 1957, dont Mission à Tanger (1949, avec Raymond Rouleau et Gaby Sylvia) et Cadet Rousselle (1954, avec François Périer et Bourvil).
Parmi ses autres films notables, citons Poil de Carotte de Julien Duvivier (1932, avec Robert Lynen et Harry Baur), L'Équipage d'Anatole Litvak (1935, avec Annabella et Charles Vanel) et La Belle et la Bête de Jean Cocteau (1946, avec Josette Day et Jean Marais).

## Filmographie partielle
- 1929 : Le Collier de la reine de Gaston Ravel et Tony Lekain
- 1930 : La Bodega de Benito Perojo
- 1932 : Poil de Carotte de Julien Duvivier
- 1933 : Hortense a dit j'm'en f…, moyen métrage de Jean Bernard-Derosne
- 1934 : Le Dernier Milliardaire de René Clair
- 1934 : Tartarin de Tarascon de Raymond Bernard
- 1934 : Les Misérables de Raymond Bernard
- 1935 : L'Équipage d'Anatole Litvak
- 1936 : Hélène de Jean Benoît-Lévy et Marie Epstein
- 1936 : Avec le sourire de Maurice Tourneur
- 1937 : La Mort du cygne de Jean Benoît-Lévy
- 1937 : La Treizième Enquête de Grey de Pierre Maudru
- 1938 : Le Cantinier de la coloniale d'Henry Wulschleger
- 1938 : Les Nuits blanches de Saint-Pétersbourg de Jean Dréville
- 1938 : Remontons les Champs-Élysées de Sacha Guitry
- 1943 : Un seul amour de Pierre Blanchar
- 1943 : Domino de Roger Richebé
- 1944 : Florence est folle de Georges Lacombe
- 1946 : Sylvie et le Fantôme de Claude Autant-Lara
- 1946 : La Belle et la Bête de Jean Cocteau
- 1946 : Lunegarde de Marc Allégret
- 1946 : Le Père tranquille de René Clément
- 1947 : Le Beau Voyage de Louis Cuny
- 1947 : La Femme en rouge de Louis Cuny
- 1948 : Carrefour du crime de Jean Sacha
- 1948 : Métier de fous d'André Hunebelle
- 1948 : Trois Garçons, une fille de Maurice Labro
- 1948 : Les Casse-pieds de Jean Dréville
- 1949 : Mission à Tanger d'André Hunebelle
- 1949 : Suzanne et ses brigands d'Yves Ciampi
- 1949 : Millionnaires d'un jour d'André Hunebelle
- 1950 : L'Inconnue de Montréal de Jean Devaivre
- 1950 : Méfiez-vous des blondes d'André Hunebelle
- 1950 : Les femmes sont folles de Gilles Grangier
- 1950 : Un certain monsieur d'Yves Ciampi
- 1951 : Ma femme est formidable d'André Hunebelle
- 1951 : Dakota 308 de Jacques Daniel-Norman
- 1951 : Le Passage de Vénus de Maurice Gleize
- 1952 : Massacre en dentelles d'André Hunebelle
- 1952 : Ouvert contre X de Richard Pottier
- 1952 : Monsieur Taxi d'André Hunebelle
- 1952 : Mon mari est merveilleux d'André Hunebelle
- 1953 : Les Trois Mousquetaires d'André Hunebelle
- 1954 : Quai des blondes de Paul Cadéac
- 1954 : Sidi Bel Abbès de Jean Alden-Delos
- 1954 : Cadet Rousselle d'André Hunebelle
- 1955 : L'Impossible Monsieur Pipelet d'André Hunebelle
- 1955 : Série noire de Pierre Foucaud
- 1956 : Treize à table d'André Hunebelle
- 1956 : Mémoires d'un flic de Pierre Foucaud
- 1956 : Mannequins de Paris d'André Hunebelle
- 1957 : Les Collégiennes d'André Hunebelle
- 1958 : Un certain monsieur Jo de René Jolivet